# Pink Shoe Laces
«Pink Shoe Laces» («Розовые шнурки», также название пишут «Pink Shoelaces») — песня юной американской певицы Доди Стивенс. Была издана как сингл в 1959 году на лейбле Crystalette Records.

## История
Согласно книге The Book of Golden Discs, Доди Стивенс родилась 17 февраля 1947 года и записала эту песню, когда ей было 11 лет.
По другим источникам, она родилась на год раньше, 17 февраля 1946 года, записала эту песню в 12 лет, а к моменту, когда в марте 1959 года песня стала большим хитом, ей было 13.
Тогда, в марте 1959 года, песня достигла 3 места в «Горячей сотне» (Hot 100) американского журнала «Билборд». Сингл с ней продался в более чем миллионе экземпляров.
Кроме того, по данным журнала «Билборд», песня «Pink Shoe Laces» стала 15-й самой популярной песней всего 1959 года в США.

## Мнения критиков
Музыкальный сайт AllMusic называет песню «Pink Shoe Laces» «одним из самых весёлых и запоминающихся — но при этом забытых — хитов конца 1950-х годов».

## Список композиций
Сторона А. «Pink Shoe Laces»
Сторона Б. «Coming of Age»

## Чарты
| Чарт (1959)             | Наив. поз. |
| ----------------------- | ---------- |
| США (Billboard Hot 100) | 3          |

### Итоговые чарты за год
| Чарт (1959)     | Наив. поз. |
| --------------- | ---------- |
| США (Billboard) | 15         |

### Сертификации
| Страна | Сертификация | Сертифицированный объём продаж |
| ------ | ------------ | ------------------------------ |
| США    | Золотой диск | 1 000                          |